# Chuck Foreman
Walter Eugene Foreman, detto Chuck (Frederick, 26 ottobre 1950), è un ex giocatore di football americano statunitense che ha giocato nel ruolo di running back per i Minnesota Vikings ed i New England Patriots della National Football League. Scelto come 12º assoluto al Draft NFL 1973, Foreman aveva in precedenza giocato a football presso l'Università di Miami. Per il suo modo elusivo di evitare i tackle avversari, fu soprannominato Spin Doctor.

## Carriera universitaria
Dopo una carriera nelle file della Frederick High School, Foreman firmò per l'Università di Miami. La prima stagione fu per lui molto limitata nelle corse (fece segnare solamente 196 yard in 48 portate) ma ciò in parte per il fatto che, causa numerosi infortuni dei defensive back degli Hurricanes, egli si ritrovò a giocare nel ruolo di cornerback sul finire di stagione. L'anno seguente tornò invece definitivamente al ruolo di running back e formò con l'altro running back Tom Sullivan (in seguito selezionato al 15º giro del Draft NFL 1973 dai Philadelphia Eagles) un'inossidabile duo soprannominato The Gold Dust Twins (it. I Gemelli dalla Polvere d'Oro) per la loro abilità nelle corse. Fu proprio il 1971 l'anno d'oro di Foreman che corse per 966 yard in 194 portate e ricevette 7 passaggi per 72 yard. Nel 1972 disputò un'altra ottima stagione, percorrendo meno yard su corsa (484), ma incrementando le yard ricevute (557) e quelle ritornate (514), e guadagnandosi l'ambito inserimento nel First team All-American da parte della rivista sportiva Sporting News.
Foreman ad oggi detiene ancora, nelle classifiche di tutti i tempi degli Hurricanes, il 5º posto in yard all-purpose (1.555 di cui 484 corse, 557 ricevute e 514 ritornate) ed il 10º posto in yard corse in una singola stagione (951). Nel 1986 fu inserito nella University of Miami Sports Hall of Fame, mentre nel 2009 fu inserito da Bleacher Report nella formazione ideale di tutti i tempi degli Hurricanes approdati in NFL, nel 2010 al 15º posto nella lista dei 50 migliori Hurricanes di tutti i tempi e nel 2013 al 9º posto nella lista dei migliori running back degli Hurricanes di tutti i tempi.

### Vittorie e premi

#### Individuale
- SN First team All-American: 1

1972
- University of Miami Sports Hall of Fame (Classe del 1986)

## Carriera professionistica

### Minnesota Vikings
Selezionato al primo giro del Draft NFL 1973 come 12º assoluto da parte dei Minnesota Vikings, Foreman si distinse subito tra i professionisti portando i Vikings sino alla finale del Super Bowl VIII poi persa contro i Miami Dolphins. L'ex Hurricanes, primo Rookie Offensivo dell'Anno della NFL per la franchigia del Minnesota, contribuì con le sue 801 yard corse alle 2.275 totali corse da Minnesota quell'anno durante la stagione regolare ma, un po' come tutto il resto della squadra, non riuscì ad incidere nell'appuntamento più importante della stagione, nel quale fu limitato dalla difesa dei Dolphins a sole 18 yard corse e 27 ricevute. L'anno seguente, Foreman si confermò quel running back atipico visto all'opera con gli Hurricanes, bravo sia nelle corse quanto nelle ricezioni al di fuori del backfield. A fine stagione 777 furono le yard corse e 586 quelle ricevute con 15 touchdown totali (rispettivamente 9 e 6) che gli valsero il premio come miglior giocatore della NFC da parte di Sporting News, ma ancora una volta fu destinato a spegnersi nel match più importante della stagione, il Super Bowl IX perso contro i Pittsburgh Steelers che non gli concessero più di 18 yard corse e 50 ricevute.
Il 1975 rappresentò senz'altro la migliore annata nella carriera di Foreman, che per la prima volta salì a più di 1.000 yard su corsa (1.070 per l'esattezza) e nel contempo fece registrare anche il massimo in carriera quanto a yard ricevute (691). Quanto a touchdown poi non fu da meno tanto che, grazie al quarterback Fran Tarkenton (MVP della NFL quella stagione), arrivò a segnare la bellezza di 22 volte in 14 incontri di stagione regolare che rappresentarono l'allora record della NFC. Inoltre per poco non riuscì a conseguire una rara NFC Triple Crown (it. Tripla Corona della NFC) in quanto ai record di Conference in ricezioni (73) e touchdown (22) non si unì quello in yard corse (1070, appena 6 in meno delle 1076 corse da Jim Otis). L'ex-Hurricanes fu inoltre protagonista di una gara maiuscola nell'ultimo match della stagione regolare, nel quale, in un innevato Rich Stadium in meno di 3 quarti rifilò ai Buffalo Bills padroni di casa ben 4 touchdown. Foreman in quell'ultimo match si stava giocando il titolo di leader NFL in touchdown segnati con la stella dei Bills O.J. Simpson e a distanza con Gale Sayers dei Chicago Bears e con i 4 touchdown messi a segno aveva raggiunto i due running back appaiati a quota 22. Colpito però in un occhio da una palla di neve lanciata da un tifoso dei Bills, fu costretto ad uscire poiché impossibilitato a vedere, consentendo così a Simpson, cui bastò l'unico touchdown messo a segno quel giorno, di fare sua la palma di leader. Quell'anno Foreman fu inserito per la prima volta nel First Team All-Pro e ricevette la terza convocazione consecutiva per il Pro Bowl.
Il 1976 vide nuovamente Foreman esprimersi ad alti livelli, con un primato personale di yard corse in una stagione (1.155), un ennesimo ottimo ruolino di marcia anche in ricezione (567) ed un totale di 14 touchdown (13 su corsa e 1 su ricezione), e trascinare Minnesota al terzo Super Bowl in 4 anni. Per la terza volta tuttavia, purtroppo per i Vikings, a vincere furono i loro i avversari (in questo caso gli Oakland Raiders) che riuscirono a contenere Foreman a 44 yard corse e 62 ricevute. Per Foreman fu comunque un'ottima annata a livello personale condita da un ennesimo inserimento nella formazione All-Pro e da un'altra convocazione al Pro Bowl, oltre che dal premio attribuito dall'UPI quale Giocatore Offensivo dell'Anno della NFC. L'anno seguente Foreman per la terza stagione consecutiva corse per più di 1000 yard (1112 per l'esattezza) e ricevette per 308 yard oltre a mettere a segno 9 touchdown complessivi (6 su corsa e 3 su ricezione) aiutando così i Vikings a conquistare il 5º titolo divisionale consecutivo. Il 1978 fu l'ultima stagione che vide Foreman ancora su buoni livelli, pur se le yard corse scesero a 749 mentre quelle ricevute salirono di poco a 396. L'ultima stagione in purple&gold fu invece sottotono per Chuck che, continuamente alle prese con l'infortunio al ginocchio che lo aveva limitato anche nell'annata precedente, tra yard corse e ricevute non raggiunse nemmeno quota 500 (243+147) e perse il posto da titolare nei confronti del running back rookie Ted Brown.
Al momento della sua ultima apparizione con la maglia dei Vikings, Foreman deteneva il record di franchigia per yard corse (5.887) infranto solo nel 1999 da Robert Smith ed in seguito ritoccato da Adrian Peterson, ed il record di franchigia per touchdown messi a segno (52 ex aequo con Bill Brown) infranto proprio da Peterson. Il 30 settembre 2007 per i suoi meriti venne indotto nel Vikings Ring of Honor dai Minnesota Vikings.

### New England Patriots
Nel 1980 Foreman fu scambiato con i New England Patriots per una scelta condizionale al 3º giro del Draft NFL 1981 ma dopo una stagione deludente, in cui riuscì a guadagnare appena 63 yard su corsa e 99 su ricezione, fu svincolato dalla sua nuova squadra ed optò per il definitivo ritiro.

## Palmarès

### Franchigia
- National Football Conference Championship: 3

Minnesota Vikings: 1973, 1974, 1976

### Individuale
- Rookie Offensivo dell'Anno della NFL: 1

1973
- Convocazioni al Pro Bowl: 5

1973, 1974, 1975, 1976, 1977
- First-Team All-Pro: 2

1975, 1976
- Second-Team All-Pro: 2

1974, 1977
- First-Team All-NFC: 4

1974, 1975, 1976, 1977
- Giocatore Offensivo dell'Anno della NFC: 1

1974
- SN MVP della NFL: 1

1974 (NFC)
- UPI Giocatore Offensivo dell'Anno della NFC: 1

1976
- Minnesota Vikings Ring of Honor (Classe del 2007)
- Squadra ideale del 25º anniversario dei Minnesota Vikings
- Squadra ideale del 40º anniversario dei Minnesota Vikings
- I 50 più grandi Vikings
- Leader della NFL in ricezioni: 1

1975
- Leader della NFL in touchdown segnati: 2

1974, 1976

## Statistiche
Fonte: NFL.com
|        |                      | Corse | Corse | Corse | Corse | Corse | Corse | Ricezioni | Ricezioni | Ricezioni | Ricezioni | Ricezioni | Fumble | Fumble |
| Anno   | Squadra              | P     | Ten   | Yard  | Media | Max   | TD    | Ric       | Yard      | Media     | Max       | TD        | Fum    | Persi  |
| ------ | -------------------- | ----- | ----- | ----- | ----- | ----- | ----- | --------- | --------- | --------- | --------- | --------- | ------ | ------ |
| 1973   | Minnesota Vikings    | 12    | 182   | 801   | 4,4   | --    | 4     | 37        | 362       | 9,8       | --        | 2         | --     | --     |
| 1974   | Minnesota Vikings    | 13    | 199   | 777   | 3,9   | --    | 9     | 53†       | 586       | 11,1      | --        | 6         | --     | --     |
| 1975   | Minnesota Vikings    | 14    | 280†  | 1070† | 3,8   | 31T   | 13†   | 73†       | 691       | 9,5       | 33        | 9         | --     | --     |
| 1976   | Minnesota Vikings    | 14    | 278   | 1155† | 4,2   | 46    | 13†   | 55        | 567       | 10,3      | 41T       | 1         | --     | --     |
| 1977   | Minnesota Vikings    | 14    | 270   | 1112  | 4,1   | 51    | 6     | 38        | 308       | 8,1       | 31T       | 3         | --     | --     |
| 1978   | Minnesota Vikings    | 14    | 237   | 749   | 3,2   | 21    | 5     | 61        | 396       | 6,5       | 20        | 2         | --     | --     |
| 1979   | Minnesota Vikings    | 12    | 87    | 223   | 2,6   | 16    | 2     | 19        | 147       | 7,7       | 22        | 0         | --     | --     |
| 1980   | New England Patriots | 16    | 23    | 63    | 2,7   | 7     | 1     | 14        | 99        | 7,1       | 18        | 0         | --     | --     |
| Totale | Totale               | 109   | 1.556 | 5.590 | 3,8   | 51    | 53    | 350       | 3.156     | 9,0       | 41        | 23        | 0      | 0      |

† Leader stagionale di lega
† Record stagionale dei Vikings (decaduto)